# Episodi di Fresh Off the Boat (quinta stagione)
La quinta stagione della serie televisiva Fresh Off the Boat viene trasmessa dal network statunitense ABC dal 5 ottobre 2018 al 12 aprile 2019.
In Italia, la stagione viene trasmessa su Fox dal 18 novembre 2018 al 12 maggio 2019
| n° | Titolo originale                   | Titolo italiano                        | Prima TV USA     | Prima TV Italia  |
| -- | ---------------------------------- | -------------------------------------- | ---------------- | ---------------- |
| 1  | Fresh Off the RV                   | Il tour del libro                      | 5 ottobre 2018   | 18 novembre 2018 |
| 2  | The Hand that Sits the Cradle      | Il mese di riposo                      | 12 ottobre 2018  | 25 novembre 2018 |
| 3  | Working the 'Ween                  | Lavorare ad Halloween                  | 19 ottobre 2018  | 2 dicembre 2018  |
| 4  | Driver's Eddie                     | Louis: paladino contro gli stereotipi  | 2 novembre 2018  | 9 dicembre 2018  |
| 5  | Mo' Chinese Mo' Problems           | Più cinesi, più problemi               | 9 novembre 2018  | 16 dicembre 2018 |
| 6  | Sub Standard                       | Fuori dagli standard                   | 16 novembre 2018 | 23 dicembre 2018 |
| 7  | Where Have All the Cattlemen Gone? | Il capo                                | 7 dicembre 2018  | 30 dicembre 2018 |
| 8  | Cousin Eddie                       | Cugino Eddie                           | 14 dicembre 2018 | 6 gennaio 2019   |
| 9  | Just the two of us                 | Solo noi due                           | 4 gennaio 2019   | 31 marzo 2019    |
| 10 | You've got a girlfriend            | C'è posta per te                       | 11 gennaio 2019  | 31 marzo 2019    |
| 11 | Driver's Eddie 2: Orlando Drift    | Neopatentato                           | 18 gennaio 2019  | 7 aprile 2019    |
| 12 | Legend of the Fortieth             | 40 anni                                | 25 gennaio 2019  | 7 aprile 2019    |
| 13 | Grand-Mahjong                      | Mahjong                                | 1º febbraio 2019 | 14 aprile 2019   |
| 14 | Cupid's Crossbow                   | La balestra di Cupido                  | 15 febbraio 2019 | 14 aprile 2019   |
| 15 | Be a Man                           | Quell'uomo sarai che adesso non sei tu | 22 febbraio 2019 | 21 aprile 2019   |
| 16 | Trentina                           | Trentina                               | 1 marzo 2019     | 21 aprile 2019   |
| 17 | These Boots Are Made for Walkin    | Stivali da cowboy                      | 8 marzo 2019     | 28 aprile 2019   |
| 18 | Rancho Contento                    | Eddie and the city                     | 15 marzo 2019    | 28 aprile 2019   |
| 19 | Vice Mommy                         | Vice Mamma                             | 22 marzo 2019    | 5 maggio 2019    |
| 20 | Nerd Watching                      | Nerd Watching                          | 29 marzo 2019    | 5 maggio 2019    |
| 21 | Under the Taipei Sun               | Sotto il sole di Taipei                | 5 aprile 2019    | 12 maggio 2019   |
| 22 | No Apology Necessary               | Le scuse sono superflue                | 12 aprile 2019   | 12 maggio 2019   |